# Edcarlos
Edcarlos, właśc. Edcarlos Conceição Santos (ur. 10 maja 1985 w Salvadorze) – brazylijski piłkarz, występujący na pozycji środkowego obrońcy.

## Kariera klubowa
Edcarlos rozpoczął piłkarską karierę w São Paulo FC w 2001 roku, w którym grał do 2007 roku. Z klubem z São Paulo zdobył Copa Libertadores 2005, Klubowy Puchar Świata 2005, mistrzostwo Stanu São Paulo – Campeonato Paulista 2005 oraz mistrzostwo Brazylii 2006. W 2007 roku wyjechał do Europy do portugalskiej Benfiki.
Przed początkiem sezonu 2008/2009 powrócił jednak do Brazylii do Fluminense FC, gdzie został wypożyczony. Z klubem z Rio de Janeiro dotarł do finału Copa Sudamericana 2009, w którym Fluminense uległ ekwadorskiemu LDU Quito.
Pierwszą połowę 2010 spędził na wypożyczeniu do meksykańskiego Cruz Azul. W latach 2010–2011 był wypożyczony do Cruzeiro EC. Z Cruzeiro zdobył wicemistrzostwo Brazylii w 2010 oraz mistrzostwo stanu Minas Gerais – Campeonato Mineiro w 2011. Latem 2011 został zawodnikiem występującego w czwartej lidze stanu São Paulo klubu Desportivo Brasil, jednak natychmiast został wypożyczony do Grêmio Porto Alegre.